# Ханка
 Тази статия е за езерото в Русия.  За чешкия филолог вижте Вацлав Ханка.  
Ханка (на руски: о́зеро Ха́нка, на традиционен китайски: 興凱湖, на опростен китайски: 兴凯湖, на пинин: Xīngkǎi Hú) е голямо сладководно езеро в Азиатската част на Русия (Приморски край) и Китай (провинция Хъйлундзян). С площта си от 4070 км² то е най-голямото езеро в Далечния Изток и 6-о по големина в Русия. Принадлежи към водосборния басейн на река Амур, вливаща се в Охотско море.

## Географска характеристика

### Местоположение
Езерото Ханка е разположено в централната, най-ниска част част на Ханкайската котловина, на територията на Русия (Приморски край, около 75%) и Китай (провинция Хъйлундзян, на 68 m н.в. (при високи води на 70 m н.в.).
В пределите на Ханкайската котловина, представляваща синклинално понижение, водоемите са възникнали при отлагането на алувиалните отлагания в долините на реките през различните етапи на кайнозойската ера. В края на средния плейстоцен древното езеро Ханка е заемало цялата низина покрай река Сунгача, а в съвременния си вид езерото Ханка съществува от 3 хил. години.

### Географски параметри
Площта на водното огледало е 4070 km2, а при високи води 4190 km2, обемът 18,5 km3, дължина от север на юг 90 km, максимална ширина 67 km. То е сравнително плитко, като преобладаващите дълбочини са от 1 до 3 m, средните между 4 и 4,5 m, а максимална дълбочина 6,5 m, разположена в централната част на езерото.

### Брегова линия, заливи, полуострови, острови
Езерото има крушовидна форма с разширена северна част със слабо разчленена брегова линия. Само в най-южната му част, в близост до устието на река Илистая има малки и плитки заливи с ниски и непостоянни пясъчни острови.

### Водосборен басейн
Водосборният басейн на езерото Ханка е 18 400 km2, от които 90% е на територията на Русия, а останалите 10% на китайска територия. Водосборният басейн на езерото е разположен в лесостепната зона, в области с умерен мусонен климат. Климатичните условия в Ханкайската котловина се определят основно от мусонните местните циркулационни процеси. През лятото, при тихо време въздухът над котловината доста се затопля, а през зимата се акумулира студен въздух. На крайбрежието средната януарска температура е около -15 °C, а средната юлска 20 °C. Маскималната температура на водата достига до 21,2 °C. Средното количество на валежите е около 600 – 750 mm, от които 500 mm падат през летния сезон.
Границите на водосборния басейн на езерото Ханка са следните:
- на северозапад, север и изток – водосборните басейни на малки реки, леви притоци на Усури, десен приток на Амур;
- на юг и югозапад – водосборните басейни на река Раздолная (Суйфун) и други по-малки, вливащи се в Японско море.

### Притоци
В езерото Ханка се вливат 24 реки, като най-големи от тях са: Илистая (220 km, 5470 km2, вливаща се в южния ъгъл на езерото); Мелгуновка (166 km, 3510 km2, в югозападната част на езерото); Комисаровка (162 km, 2310 km2, в западната част на езерото).
От най-източната точка на езерото, при селата Новомихайловка в Русия и Лунванмяо в Китай изтича река Сунгача, ляв приток на Усури, от басейна на Амур, като по цялото си протежение по талвега ѝ преминава държавната граница между Русия и Китай.

### Хидроложки показатели
Подхранването на езерото е предимно дъждовно (54%), а останалите 46% от притоците вливащи се в него. Разходите се разпределят: 56% в изпарение и 44% – отток по река Сунгача, със среден годишен разход от 51,1 m2/s. Средногодишният приток на вода в езерото по различни оценки представлява 1,72 – 1,99 km3, а оттока – 1,7 – 1,85 km3. Периодът на водообмен продължава около 10 години, като по този начин езерото Ханка се причислява към слабопроточните езера.
Поради малката си дълбочина температурата на водата в езерото на повърхността и на дъното е почти една и съща – от 1 – 2 °C при вълнение, до 3 °C при спокойни води. През първата десетдневка на август температурата на водата на повърхността се нагрява до 24 °C.
Езерото замръзва през втората половина на месец ноември, а се размразява през април.
На северния (китайски) бряг е разположено езерото Малка Ханка, което е отделено от Ханка с тясна пясъчна коса, изградена от алувиални отлагания с ширина от 100 m до 1 km. Дължината на Малка Ханка е около 37 km, а ширината от 5 до 12 km. Бреговете му са ниски и заблатени, а езерото е много плитко – 1 – 2 m. В миналото двете езера са представлявали един общ водоем, а впоследствие езерото Малка Ханка се е отделило като самостоятелна акватория в резултат от натрупването на алувиални наноси пренасяни от вливащите се в езерото реки. Между двете езера съществува водообмен за сметка на просмукването на вода между тях, а в многоводни години те се съединяват с протоци.

## Природозащитен статус
Един от главните проблеми за състоянието на водата в езерото е замърсяването ѝ с биогенни вещества, основно пестициди, в резултат от интензивното отглеждане на ориз по неговите брегове. Освен замърсяването със селскостопански торове други замърсители на водите са от добива на въглища във водосборния басейн на езерото и замърсяването с тежки метали: мед, цинк, алуминий и кадмий, нефтопродукти и феноли.
Въпреки това биологичното разнообразие в езерото е изключително голямо. В съответствие с Рамсарската конвенция през 1971 г. на езерото и прилежащата територия е даден статут на влажна зона с международно значение. През 1990 г. в руската част е създаден Ханкски резерват. Китайската част на езерото също е превърната в резерват наречен „Синкай-Ху“. През април 1996 г. правителствата на Русия и Китай подписват международен договор за обединяване на резерватите от двете страни в международен резерват Езеро Ханка.

## Флора и фауна
Басейнът на езерото Ханка представлява особен уникален природен комплекс. Ханкската низина, особено в близост до бреговете представлява заблатена местност. Характерно за района е образуването на плаващи растителни съобщества. Те са образувани от различни видове твърда трева и покриват десетки квадратни километра. Езерото се обитава от много видове риба и водни безгръбначни, голяма част от тях са ендемични. По бреговете му гнездят или се установяват за кратък престой по време на миграция много видове птици. Едно от древните имена с което е наричано езерото е „Ханкай Омо“ и в превод означава „Море от птичи пера“. Рибата от езерото още в средните векове е присъствала като деликатес на императорската трапеза. И днес водите му са обитавани от есетровата риба калуга (Huso dauricus) достигаща тегло от 600 kg.

## Населени места, стопанско значение
По бреговете на езерото са разположени около десетина населени места. По-големите от тях на територията на Русия са селата: Турий Рог, Платоно-Александровское, Новокачалинск, Камен-Риболов (районен център) и др. Езерото Ханка е плавателно за плиткогазещи съдове. То е важно звено в системата на местната мелиорация, поради това че в района се отглежда много ориз. Използването на водите му за напояване на оризовите полета в маловодни години и при ниски водни нива усложняват екологичната обстановка в езерото, като рязко се снижава (от 5 до 10 пъти) числеността на гнездящите птици по бреговете му.

## История
През 1859 г. в този район работи смесената руско-китайска погранична комисия по демаркацията на границата между двете държави възглавявана от руския топограф подполковник Константин Будогоски, а участникът нея военния топограф Арсений Усолцев извършва първото топографско заснемане на езерото и изчертаване на първата му карта. През 1865 – 67 г. друг руски топограф Алексей Будишчев извършва детайлно геодезическо заснемане и картиране на бреговете на езерото. През 1867 г. в района на езерото пребивава известният по-късно със своите централноазиатски експедиции руски географ Николай Пржевалски, който първите физикогеографски изследвания на езерото и неговия водосборен басейн. През 1902 г. руският географ Владимир Арсениев извършва комплексни топографски, географски и военно-статистически изследвания в района на езерото Ханка. Той установява, че при китайската Ляоска династия езерото Ханка се е наричало Бейцин хай, а сега Ханка, Хинкай и Синкай-ху, което значи „Езеро на процъфтяването и благоденствието“. Възможно е, названието на езерото да произлиза от думата „ханхай“, което значи на китайски „падина“. През седемдесетте години тук е сниман художествения филм „Дерсу Узала“ на японския кинорежисьор Акира Куросава.

## Топографски карти
- Лист от карта L-53-XIX. Мащаб: 1 : 200 000. Указать дату выпуска/состояния местности.
- Лист от карта L-52-XXX Ильинка. Мащаб: 1 : 200 000. Състояние на местността към 1977-1986 год. Издание 1990 г.
- Лист от карта L-53-XXV Камень-Рыболов. Мащаб: 1 : 200 000. Състояние на местността към 1976-1986 год. Издание 1990 г.
- Лист от карта L-53-XXXI Спасск-Дальний. Мащаб: 1 : 200 000. Състояние на местността към 1987 год. Издание 1990 г.